# Haifu
Haifu (kineski: 海扶; pinjin : hǎi fǘ) je kompanija osnovana 1999. godine sa sedištem u Čungkingu NR Kini, kao vodeći proizvođač neinvazivnih ultrazvučnih terapijskih sistema za dijagnostiku malignih i benignih tumora.

## Istorija
Kompanija je osnovana oktobra 2005. godine kao Nacionalni inženjerski i istraživački centar Haifu  (eng. Engineering Research Center of Ultrasound Medicine was built in Haifu) u oblasti ultrazvučne medicine. Kompanija je nastale nakon što je Kineska komisija za razvoj i reforme NR Kine planirala da širom zemlje osnuje 10 najboljih nacionalnih inženjerskih i istraživačkih centara iz 10 ključnih oblasti. Tako je Haifu-u postao jedini centar u oblastu digitalnih medicinskih uređaja.

## Delatnost
Haifu je proizvođač medicinskih ultrazvučnih uređaja (HIFU) i druge opreme zasnovane ne zvuku visokog intenziteta. Proizvedene mašine (firme HIFU) imaju CE sertifikat.
Kompanija opremu ne prodaje samo u Kini već i na stranim tržištima, a u jednom članku China Daili-a navedena je kao primer kineskog preduzeća koja proizvode robu velike sofisticiranosti za međunarodno tržište, uključujući bolnicu u Oksfordskom  univerzitetu (bolnica Churchill) kao i 24 medicinskih ustanova u 14 zemalja sveta.

## Spoljašnje veze
- Company That Pioneered Therapeutic Ultrasound is Collaborating with Siemens to Develop an MR-guided Treatment System (језик: енглески)